# Fetegar

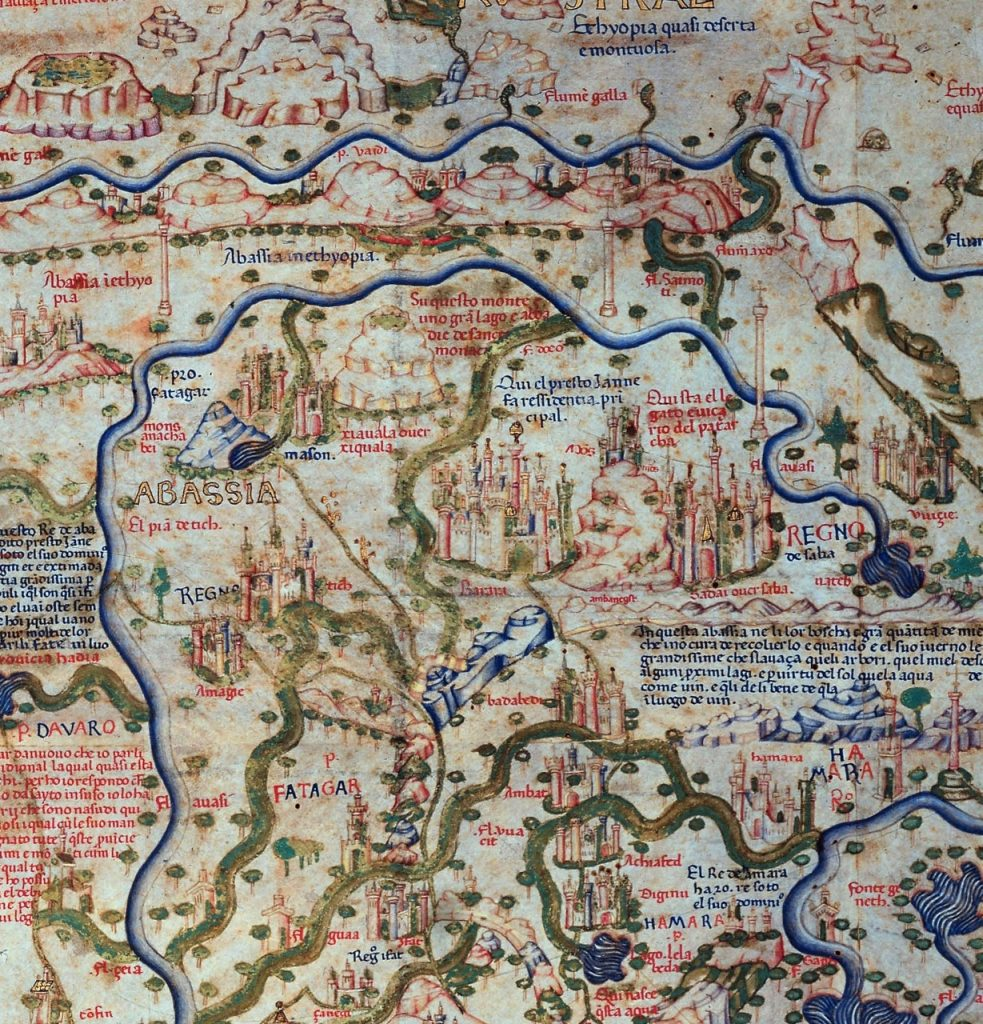
Un mapa medieval de Fetegar y sus alrededores.

Fetegar o Fatagar (en amhárico : ፈጠጋር) fue una provincia histórica que separaba los dominios musulmanes y cristianos en el Cuerno de África medieval. En el siglo XI era parte de los estados musulmanes, luego fue invadida por el reino cristiano dirigido por el emperador Amda Seyon I, tras lo cual serviría como distrito central y hogar de múltiples gobernantes del Imperio etíope en el siglo XV.

## Ubicación
El ahora extinto grupo étnico maya una vez habitó Fetegar. En la década de 1560, Fetegar operaba alternando entre dos Centros: Dembiya y Oda Nabi. Fetegar separaba Ifat de Shewa y estaba al sur del reino de Lasta delimitado por la región de Endagabatan en el noroeste. También se describe que estuvo ubicado en el este de Etiopía, donde también existieron varios reinos, como Ifat, Mora, Dawaro, Hadiya y Bale. El área ahora es parte de la moderna Shewa al sureste de Addis Abeba.

## Historia

### Establecimiento y primeras campañas

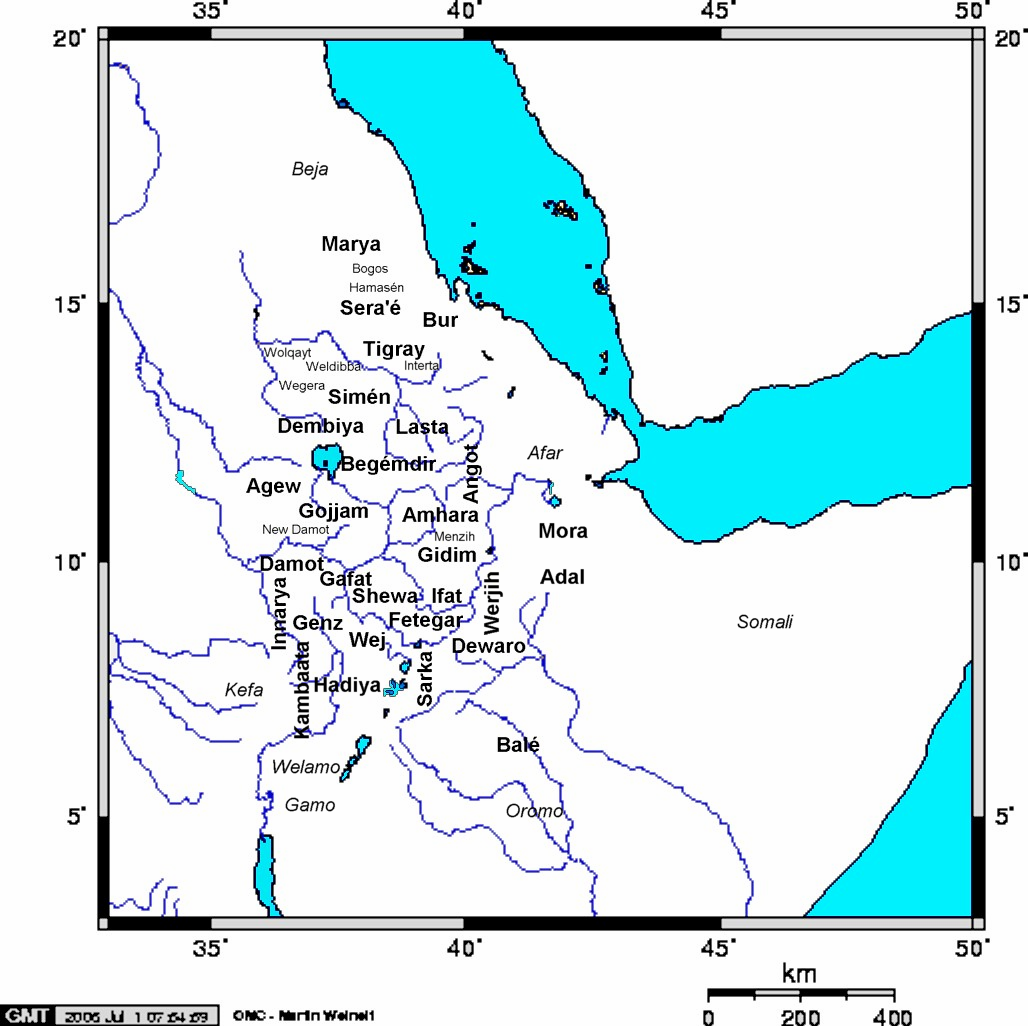
Mapa de las provincias etíopes medievales, con Fetegar entre Ifat y Shewa, y al oeste de Wej, al noreste de Hadiya y al norte de Dawaro

Fetegar se fundó durante la llegada del Islam al este de Etiopía a principios del siglo X, junto con otros confederados de Zeila como Adal, Ifat, Shewa, Mora y Dawaro. Era una provincia grande y uno de los aliados más fuertes de Ifat; este último lo usó como palanca contra el resto de Etiopía, ya que para llegar a Ifat, el Imperio etíope tenía que pasar por varios otros reinos, incluyendo Fetegar. Ifat envió gobernadores y asesores al sultanato para dirigir a sus aliados musulmanes.

### Conquista
El emperador Amda Seyon I atacó los estados musulmanes que rodeaban su imperio etíope, conquistándolos a todos y haciéndolos tributarios en su corte real, con lo que cayeron Fetegar, Ifat, Dawaro, Bale, Wej y muchos otros. Un gobernante de Fetegar, Ras Azmach Islamo, se ganó su nombre luchando contra sus compañeros musulmanes, entre otras hazañas notables.

### Dinastía Zway
Otro gobernante destacado fue Ras Amdu de la dinastía Zway de Wej; según una crónica, su reputación fue suficiente para disuadir a los abisinios de invadir Fetegar. La crónica registra esta declaración: "Tengamos también la protección de los musulmanes para lograr nuestros objetivos, y traigámoslos para que nuestra religión no sea cambiada. Pero hay un garad (Ras) Amdu, y mientras viva, los musulmanes son débiles y están asustados". Esto los llevaría a conspirar contra él y planear difundir el rumor de que el Rey se había acostado con la reina Eleni de Abisinia. Con esto, Amdu se enfureció y dirigió un ejército desde Wej hasta Fetegar, y también hizo campaña contra los mayas. Amdu invadió Fetegar y varios otros reinos, derrotando decisivamente a los musulmanes; sin embargo, en su campaña, el rey abisinio Eskender acudió en apoyo de los musulmanes. Eskender capturó a Amdu y lo mató. El sobrino de Amdu, Welde Sulis, sucedió a Amdu; cuando conoció a Eskender, juró no perdonarlo.
Después de la muerte de Amdu, Fetegar desempeñó un papel importante para el Imperio etíope. Dawit I y sus sucesores permanecieron en Fetegar durante mucho tiempo en Tobya ( Ifat, Fatagar). El reino sirvió como lugar de nacimiento de los futuros emperadores Zara Yaqob y Eskender. El emperador Na'od luego haría de Tobya y Zway su capital.

## sigloXVI
Más tarde, a mediados del siglo XVI, Fatagar fue invadida por el imán de Harrar, Ahmad. Cuando murió, uno de sus generales, Garad Abbas, no siguió sus órdenes e invadió Fetegar. Invadiría muchos reinos, pero su campaña fue detenida por el emperador Gelawdewos. Tras la muerte de Garad Abbas, Gelawdewos invadió todas las provincias y reinos musulmanes con excepción de Harrar. Entre los reinos que conquistó estaban Dawaro, Fatagar, Bali y Hadiya. El rey etíope luego se centró en el lado suroeste de Etiopía, y allí, Nur ibn Mujahid encontró una oportunidad para la yihad, invadiendo Bale y Dawaro. Planeaba invadir Fetegar a continuación, pero el gobernador etíope Fanu'el derrotó decisivamente a Nur en el año 1550. Sin embargo, la guerra no terminó ahí. Ras Fanu'el hizo campaña más adentro del territorio musulmán y empujó al ejército harari de regreso a Adal. El gobernador etíope asaltó territorios musulmanes y se llevó muchos bienes. Nur sufrió mucho daño en su primera campaña; tardó nueve años en recuperarse, pero luego reunió un ejército de 1800 jinetes y 500 fusileros y numerosos espadachines y arqueros, e invadió Fetegar. Gelawdewos vio a Nur como una amenaza, por lo que envió a Hamalmal, gobernador de Kambata, y a Ras Fasil para destruir Harrar. Lo que no sabía era que Nur estaba haciendo campaña en Kaffa. Los dos gobernadores saquearon Harrar. Después de descubrir que Nur había marchado a Fetegar, Gelawdewos dirigió su ejército a Nech Sar. Los dos ejércitos se encontraron el 23 de marzo de 1559, en la batalla de Fetegar, y se dice que un fusilero harari disparó contra el monarca, pero éste siguió luchando. Luego, un grupo de caballería harari lo atacó y le dio muerte.